# Araeognatha
Araeognatha là một chi bướm đêm thuộc họ Erebidae.